# Fayette (Misuri)
Fayette es una ciudad ubicada en el condado de Howard en el estado estadounidense de Misuri. En el Censo de 2010 tenía una población de 2688 habitantes y una densidad poblacional de 460,65 personas por km².

## Geografía
Fayette se encuentra ubicada en las coordenadas 39°8′50″N 92°41′8″O / 39.14722, -92.68556. Según la Oficina del Censo de los Estados Unidos, Fayette tiene una superficie total de 5.84 km², de la cual 5.74 km² corresponden a tierra firme y (1.6%) 0.09 km² es agua.

## Demografía
Según el censo de 2010, había 2688 personas residiendo en Fayette. La densidad de población era de 460,65 hab./km². De los 2688 habitantes, Fayette estaba compuesto por el 83.48% blancos, el 13.02% eran afroamericanos, el 0.26% eran amerindios, el 0.48% eran asiáticos, el 0.11% eran isleños del Pacífico, el 0.56% eran de otras razas y el 2.08% pertenecían a dos o más razas. Del total de la población el 2.19% eran hispanos o latinos de cualquier raza.